# В едином строю
В едином строю (кит. упр. 风从东方来, пиньинь Feng cong dong fang lai) — художественный фильм совместного советско-китайского производства, снятый в 1959 году режиссёрами Ефимом Дзиганом и Сью Вэй Ганом.

## Сюжет
Фильм рассказывает об одном из эпизодов оказания братской помощи СССР народу коммунистического Китая.
На сооружении гидроэлектростанции в Китае встречаются старые друзья-рабочие — Матвей и Ван Де-мин, которые познакомились ещё на первых коммунистических субботниках в СССР. Строительство осуществляется в очень трудных условиях на коварной китайской реке, разлив которой грозит разрушить всё, что уже построено. Показана героическая борьба китайских и советских строителей со стихией.

## В ролях
- Михаил Кондратьев — В. И. Ленин,
- Фан Тян — Ван Де-мин,
- Иван Дмитриев — Матвеев,
- Джи Лин,
- Сергей Годзи — Свиридов,
- Инна Кондратьева — Елена,
- Цуй Вэй — секретарь горкома,
- Пу Кэ — Ли Гуан,
- Виктория Радунская — Галя,
- Дзин Ма,
- Хуэй Джан,
- Николай Макаренко,
- Джи Хао — Чен Лин
- В. Соболевский